# サソリ沼の迷路
『サソリ沼の迷路』（サソリぬまのめいろ、英語：Scorpion Swamp）はイギリスのゲームブック。著者はスティーブ・ジャクソン（米）。
『ファイティング・ファンタジー』シリーズ第8巻。原書は1984年にパフィンブックスより刊行された。 
日本語版は1985年、大村美根子による訳で社会思想社の現代教養文庫より刊行された。

## 概要
怪物が跋扈するファンタジー世界を舞台とし、剣を頼りに危難を切り抜けていく冒険者として活躍する作品。
詳細なゲームシステムについてはファイティング・ファンタジー#システムを参照。
FFシリーズで初めて、創始者のスティーブ・ジャクソン（英）とイアン・リビングストン以外の作家によって執筆された作品である。それでも個性あふれる優れた作品に仕上がっており、FFシリーズ中の傑作を挙げるとなると、日本では本作を推す声も多い。
もともとジャクソン（米）は、テーブルトークRPGを一人用に落とし込んだソロ・ゲームで高い評価を得ていた人物だった。ジャクソン（英）やリビングストンも、そのソロ・ゲームのことを知っていたはずであり、また「2人のジャクソン」の仲が良かったことから、本書の企画が成立したのだろうと、安田均は推察している。
本書を一見すると、『バルサスの要塞』方式の魔法システムを採用したり、また登場人物との柔軟でユーモアのあるやり取りを盛り込むなど、それまでのFFシリーズと何ら変わるところがないかのように思える。しかし注意深く観察すれば、本書にも強い個性が込められていることが明らかになってくる。ジャクソン（英）はゲームブックを「書籍と遊戯の幸せな結合」と考え、まずはストーリー性にこだわり、それを活かすためパズルや魔法などのゲームシステムに工夫を凝らしていた。それに対しジャクソン（米）は、ゲーム性そのものにこだわる姿勢を取っており、まず面白いゲームを作ったのちにストーリーを加えて整える作り方をしている。
本書の大きな特徴は、魔法が善・悪・中立の3つに分かれており、それに応じてゲームの目的も3通りに分岐するという、属性（アラインメント）の採用にある。ただ、ジャクソン（米）が巧みなのは、この属性という目新しいアイディアを実際に楽しめるように、システムを工夫して遊びやすくしている点である。
新システムの第1としては、通過したパラグラフにまた戻ることができる双方向移動が挙げられる。本書以前のFFシリーズでは、この方式はとられていない。基本的にストーリーを進行させていくタイプのゲームブックのため、同じ場所に戻ってくると、進行状況に応じた条件分けが必要になり、煩瑣だからである。しかし、400という限られた総パラグラフ数の中で、3通りの遊び方を可能にすると、どうしてもイベント描写に容量を割かざるを得ず、場所の描写は多くできない。訪れる場所の少なさを補うためには、同じ場所に何度も行けるようにするのが最も効率的なのである。
第2に、同じ場所を再訪問するという繰り返しのつまらなさを解消するため、マッピング（地図作り）の楽しさが取り入れられている。サソリ沼の各所には、「空き地番号」というかたちで認識記号が割り振られているので、とてもわかりやすい。この番号から全体数が30弱であると推察できたり、抜け番号を埋める意欲がかき立てられたりと、マッピングが単なる煩雑な作業にならないような工夫が凝らされている。
そして第3に、明確なマルチ・エンディングを導入している。おそらくジャクソン（米）は、遊び方が3通りならば結末も変化するのは当然と考えたものと思われるが、これもまたFFシリーズ初の要素である。結末が複数あるので、エンディングはパラグラフ400番に置かれていないのだが、この点はジャクソン（米）の以後の作品にも引き継がれている。よって著者が「スティーブ・ジャクソン」としか表記されていなくとも、『深海の悪魔』や『ロボット・コマンドゥ』を見たファンは「ジャクソン（米）が書いた」とわかる仕組みになっている。
上記のようなシステム面以外に、本書は劇中の雰囲気も優れており、魅力的な登場人物の数々はジャクソン（英）の作品と比べても遜色ない。ストーリーが戦闘の繰り返しにならないのは、善悪を見分ける「真鍮の指輪」が主人公に与えられており、目の前の人物とどのように交渉を進めていくか判断するための基準を提供しているからである。ゲームは先がわからないからこそ面白いのだが、かと言って展開が唐突だと腹立たしいだけであり、ストーリーは事前に示された判断の基準にある程度沿うことが求められる。その意味で本書は、真鍮の指輪を通じてRPGにおける交渉の在り方を教示していると言える。
また、読者は「属性：悪」のプレイスタイルについても学ぶことができる。「悪」と言えば犯罪行為を喜ぶような卑劣漢を想像しがちだが、基本的にファンタジーRPGのプレイヤーキャラクターはヒーロー指向を持っており、この場合の「悪」とは「全体よりも個人の利益を追求する」程度の意味である。よって本書で悪の魔術師に従うことを決めた場合、相手の企みをさらに出し抜くような行為を取ることが成功につながる。こうしたきめ細かさに、ソロ・ゲームの先輩格としてジャクソン（米）がかなりの本腰を入れて創作にあたったことが伝わってくる。

## あらすじ
君は旅の途中で助けた老女から、不思議な力を秘めた真鍮の指輪をもらった。この指輪をはめていれば空が見えない場所でも方角がわかるし、悪人に近づくと指輪が熱を発して警告してくれるのである。思わぬ贈り物を得た君は、山賊や怪物が横行する危険なサソリ沼を探検する決意を固めた。
折しも沼の近隣にあるフェンマージ村には、勇敢な冒険者を求める3人の魔法使いがいた。善のセレイターは、薬効のある希少なアンセリカの木を探している。悪のグリムズレイドは、沼地に住み着いた「あるじ」と呼ばれる者たちから護符を奪おうとしている。そして謎めいたプームチャッカーの望みは、沼地を通り抜ける道を記した地図だった。

## 書誌情報
- 『サソリ沼の迷路』社会思想社〈現代教養文庫〉、1986年2月21日。ISBN 4-390-11151-5
  - 著：スティーブ・ジャクソン / イラスト：ダンカン・スミス / 訳：大村美根子